# Блокада ножек пучка Гиса
Ножки пучка Гиса являются элементом  проводящей системы сердца. Они отвечают за проведение электрического возбуждения по желудочкам сердца. Пучок Гиса разделяется на две ножки: правая направляется к правому желудочку, а левая — к левому, где распределяется на переднюю и заднюю ветви. Задняя ветвь идёт вниз, она толще остальных и является как бы продолжением общего ствола, далее от общего ствола отделяется вначале правая, а затем и левая передняя ветвь (отвечает за передне-левый отдел межжелудочковой перегородки и передне-боковую стенку левого желудочка). Задняя ветвь отвечает за задне-левый отдел межжелудочковой перегородки и заднюю (нижнюю) стенку левого желудочка. Между передней и задней ветвями левой ножки пучка Гиса имеется сеть анастомозов.
Исходя из строения ветвей пучка Гиса различают однопучковые, двухпучковые и трехпучковые блокады.
При любом виде однопучковой блокады комплекс QRS расширен незначительно, его ширина остаётся в пределах верхней границы нормы или слегка увеличивается (0,08 — 0,11 сек.) При полной блокаде правой ножки Гиса, однако, он может быть расширен до 0,12 сек. и более.

## Однопучковые блокады

### Блокада правой ножки пучка Гиса

#### Этиология
Заболевания, приводящие к перегрузке и гипертрофии ПЖ, в частности: лёгочное сердце, митральный стеноз, врождённые пороки сердца с увеличением нагрузки на правый желудочек, ИБС в сочетании с артериальной гипертензией, острый инфаркт миокарда, чаще заднедиафрагмальный и верхушечный, синдром Бругада. Редко может встречаться у лиц без заболеваний сердца. Выявление ранее не существовавшей блокады правой ножки пучка Гиса может быть признаком прогрессирующего патологического процесса в сердце (саркоидоз и т. п.)
Интоксикация препаратами дигиталиса, хинидина, передозировка b-адреноблокаторов. Электролитные нарушения. Нередко данный вид блокады встречается у здоровых молодых лиц — вариант нормы.

#### Патогенез
При полной блокаде правой ножки пучка Гиса полное прекращение проведения возбуждения по указанному пути приводит к тому, что правый желудочек и правая половина межжелудочковой перегородки возбуждаются необычным путём: волна деполяризации переходит сюда с левой половины межжелудочковой перегородки и от левого желудочка, возбуждающихся первыми, и по сократительным мышечным волокнам медленно охватывает миокард правого желудочка.
При неполной блокаде правой ножки пучка Гиса имеет место замедление проведения импульса по правой ветви.

#### ЭКГ диагностика
Q I, V6, RIII или rIII, rV1, в V1 часто регистрируется зазубрина — комплекс имеет вид rSR'. ЭОС отклонена вправо. Широкий S в I, V6, высокий и широкий R' в V1. Желудочковый комплекс имеет вид qRS с широким S в отведениях I, aVL, V6, возможно и в V4, V5 и форму rSR' или rR' в отведениях V1, III, реже в V2 и aVF. QRS расширен до 0,12 и более.

### Блокада передней ветви левой ножки пучка Гиса

#### Этиология
Передний или передне-боковой инфаркт миокарда, кардиосклероз, заболевания, сопровождающиеся выраженной гипертрофией левого желудочка (артериальная гипертензия, аортальные пороки сердца, недостаточность митрального клапана; дефект межпредсердной перегородки, идиопатический кальциноз проводящей системы сердца, миокардит, кардиомиопатия, миокардиодистрофия

#### Патогенез
При такой патологии нарушается проведение возбуждения по передне-боковой стенке левого желудочка. Вначале по левой задней ветви пучка Гиса возбуждаются межжелудочковая перегородка и нижние отделы задней стенки, а затем (через 0,02 с) — передне-боковая стенка левого желудочка (по анастомозам системы волокон Пуркинье).
Волна активации передней стенки левого желудочка распространяется, таким образом, снизу вверх.

#### ЭКГ диагностика
На ЭКГ образуются зубцы Q в отведениях I, aVL и r в отведениях III, aVF. Высокий зубец R в отведениях I, aVL и глубокий S в отведениях III, aVF. Отклонение ЭОС влево более 30 градусов. Кроме того определяется уширение комплекса QRS на 0,01 — 0,02 сек. по сравнению с шириной до блокады (в большинстве случаев не приводит к уширению выше верхней границы нормы).

### Блокада задней ветви левой ножки пучка Гиса

#### Этиология
Задне-диафрагмальный инфаркт миокарда, атеросклеротический кардиосклероз, миокардит, кардиомиопатия, идиопатический склероз и кальциноз проводящей системы сердца.

#### Патогенез полной и неполной блокады левой ножки пучка Гиса
При полной блокаде левой ножки пучка Гиса прекращается проведение импульса по основному стволу ножки до его разветвления на две ветви или при одновременном поражении левой передней и левой задней ветвей пучка Гиса (двухпучковая блокада). По правой ножке пучка Гиса электрический импульс проводится обычным путём, вызывая возбуждение правой половины межжелудочковой перегородки и правого желудочка. Лишь после этого волна активации медленно, по сократительным волокнам, распространяется на левый желудочек. В связи с этим общее время желудочковой активации увеличено.
Неполная блокада левой ножки пучка Гиса (двухпучковая) характеризуется выраженным замедлением проведения электрического импульса по основному стволу до его разделения на две ветви либо одновременным поражением левой передней и левой задней ветвей пучка Гиса (двухпучковая блокада). При неполной блокаде возбуждение по левой ножке медленно распространяется на левый желудочек или его часть. Значительная часть левого желудочка возбуждается импульсами, распространяющимися по правой ножке и транссептально справа налево.

#### ЭКГ диагностика
При блокаде левой задней ветви пучка Гиса Q в III и R в I, aVL в отведениях I, aVL, V6 глубокий S, высокий R в III, aVF (RsI, qRIII). ЭОС отклонена вправо или расположена вертикально. В грудных отведениях углубление S V5, V6. Уширение QRS небольшое. Уширение QRS при блокаде одной из левых ветвей больше 0,12 — 0,14 может говорить о блокаде анастомозов между левыми ветвями.

## Двухпучковые блокады

### Блокада передней и задней ветвей пучка Гиса

#### Этиология
ОИМ, кардиосклероз, артериальная гипертензия, аортальные пороки сердца, коарктация аорты.

#### Патогенез
При полной блокаде левой ножки пучка Гиса прекращается проведение импульса по основному стволу ножки до его разветвления на две ветви или при одновременном поражении левой передней и левой задней ветвей пучка Гиса (двухпучковая блокада). По правой ножке пучка Гиса электрический импульс проводится обычным путём, вызывая возбуждение правой половины межжелудочковой перегородки и правого желудочка. Лишь после этого волна активации медленно, по сократительным волокнам, распространяется на левый желудочек. В связи с этим общее время желудочковой активации увеличено.
Неполная блокада левой ножки пучка Гиса (двухпучковая) характеризуется выраженным замедлением проведения электрического импульса по основному стволу до его разделения на две ветви либо одновременным поражением левой передней и левой задней ветвей пучка Гиса (двухпучковая блокада). При неполной блокаде возбуждение по левой ножке медленно распространяется на левый желудочек или его часть. Значительная часть левого желудочка возбуждается импульсами, распространяющимися по правой ножке и транссептально справа налево.

#### ЭКГ диагностика
Блокада передней и задней ветвей левой ножки пучка Гиса (блокада левой ножки пучка Гиса) ЭОС отклонена влево или расположена горизонтально. QRS в отведениях I, aVL, V5, V6 имеет вид широкого зубца R c уплощенной или зазубренной вершиной. Ширина комплекса QRS больше или равно 0,12 сек. Сегмент RS—T смещен вниз от изолинии и зубец T отрицательный в тех отведениях, где регистрируется высокий R, сегмент RS—T смещен вверх от изолинии, а зубец T положительный высокий в отведениях с глубоким зубцом S (всегда в V1, V2 и часто в III, aVF, V3).

### Блокада правой ножки и левой передней ветви пучка Гиса или правой ножки и левой задней ветви пучка Гиса

#### Этиология
ИБС, ОИМ передней стенки ЛЖ или ишемии в этой области (правой ножки и левой передней), пороки сердца, диффузные воспалительные, дегенеративные и склеротические заболевания ЛЖ и ПЖ, болезнь Ленегра (идиопатическая дегенерация, склероз и кальциноз внутрижелудочковой проводящей системы), болезнь Леви (фиброз межжелудочковой перегородки).

#### Патогенез
При блокаде правой ножки и левой передней ветви пучка Гиса нарушение проводимости локализуется одновременно в правой ножке и левой передней ветви пучка Гиса. Вначале, через левую заднюю ветвь пучка Гиса, возбуждаются задне-нижние отделы левого желудочка, а затем, по анастомозам с левой передней ветвью, — передне-боковые его отделы. Только после этого возбуждение окольным путём (преимущественно по сократительным волокнам) медленно распространяется на правый желудочек.
Блокада правой ножки и левой передней ветви пучка Гиса — один из наиболее частых вариантов внутрижелудочковых блокад.

#### ЭКГ диагностика
При блокаде правой ножки пучка Гиса и левой передней QRS расширен до 0,12 сек. и более, он имеет вид qR в отведениях I, aVL и форму rS в отведениях II, III, aVF. ЭОС отклонена влево. Широкий S в отведениях I, V5, V6 и r' или зазубрина на восходящем колене S III и высокий, широкий R' в V1. Комплекс QRS имеет вид rSR' или RSR' в V1. Конечная часть желудочкового комплекса изменяется только в тех отведениях, где есть R', то есть сегмент RS—T смещен вниз от изолинии и отрицательный Т в V1, aVR.

### Блокада правой и левой задней ветви пучка Гиса

#### Патогенез
Нарушение проводимости при блокаде правой ножки и левой задней ветви пучка Гиса локализуется одновременно в правой ножке и левой задней ветви пучка Гиса. Вначале, через левую переднюю ветвь пучка Гиса, возбуждаются передне-боковые отделы левого желудочка, а затем, по анастомозам с левой задней ветвью задне-нижние — его отделы. После этого возбуждение окольным путём (преимущественно по сократительным волокнам) медленно распространяется на правый желудочек.

#### ЭКГ диагностика
На ЭКГ сочетаются признаки блокады как правой (уширение QRS до 0,12 и более, форма RSR' в V1, V2) уширение S в V1, V6 (V4, V5, aVL), так и левой задней ветви — отклонение ЭОС вправо rSI, qRIII (или вертикальное её положение) и углубление S V6.

## Трехпучковые блокады

### Этиология
ИБС, ОИМ, артериальная гипертензия, болезнь Ленегра.

### Патогенез
При неполной блокаде электрический импульс проводится из предсердий к желудочкам только по одной, менее поражённой, ветви пучка Гиса. При этом АВ-проводимость замедляется (АВ-блокада I степени) либо отдельные импульсы не проводятся в желудочки вообще (АВ-блокада II степени).

### ЭКГ диагностика
При развитии блокады во всех трёх ветвях пучка Гиса развивается атриовентрикулярная блокада.